# Greater Port Harcourt
Greater Port Harcourt (även kallad Greater Port Harcourt City) är ett storstadsområde som för närvarande är under uppbyggnad i Rivers State, Nigeria. Den omfattar de lokala myndigheterna i Port Harcourt, Oyigbo, Okrika, Ogu-Bolo, Obio-Akpor, Ikwerre, Etche och Eleme. Det täcker ett område på cirka 1 900 km² och hade från 2009 en befolkning på 2 miljoner människor, vilket gör det till ett av de största storstadsområdena i Nigeria.
Greater Port Harcourt City Development Authority (GPHCDA) skapades genom en lag den 2 april 2009 som The Greater Port Harcourt City Development Authority lag nr 2 från 2009. Dess mandat är att underlätta genomförandet av Greater Port Harcourts huvudplan och utveckla ett nytt storstadsområde.

## Historia
Greater Port Harcourt var ursprungligen tänkt som ett sätt att tillgodose den växande befolkningen i Port Harcourt-metropolen, den ökade efterfrågan på bostäder, moderna urbana bekvämligheter, medicinska och pedagogiska faciliteter, såväl som tjänster.
Placeringen av projektet, som tidigare kallades New Port Harcourt innan det officiellt fick titeln Greater Port Harcourt, har hoppat över den befintliga dimensionen av spridning, vilket har förändrat dynamiken i landutrymmet. Området omfattar hela Port Harcourt (lokalt förvaltningsområde) och delar av de lokala förvaltningsområdena Oyigbo, Okrika, Ogu-Bolo, Obio-Akpor, Ikwerre, Etche och Eleme.
Sedan 1975 har det funnits en avsikt att utveckla Greater Port Harcourt stadscentrum, även om byggprojektet inte genomfördes eller övergavs helt. I oktober 2008 färdigställdes översiktsplanen för storstadsområdets utveckling. Planen, som utformades av Arcus GIBB, bestod av två huvuddelar: förnyelse av Port Harcourt och etablering av en tätort för att hjälpa till att förtäta den ursprungliga staden.
Greater Port Harcourt City Development Authority skapades genom lag den 2 april 2009 som The Greater Port Harcourt City Development Authority lag nr 2 från 2009. Dess primära funktion är att övervaka genomförandet av översiktsplanen som börjar med den första fasen som är uppdelad i sektionerna A, B, C och D. Fas 1 sträcker sig från korsningen vid Port Harcourt International Airport över till Professor Tam David-West Road och sträcker sig till en del av Igwuruta. Denna fas omfattar olika varianter av boendeformer: låg, medel och hög densitet, komplex med blandad användning, skolor, kyrkor, golfbanor och gods, interna vägnät och dagvattensavlopp. 2011 var Greater Port Harcourt värd för flera av evenemangen på den 17:e nationella sportfestivalen.
I juni 2015 tillkännagavs en beräknad färdigställandetid på 5 år för den första fasen av projektet.

## Infrastruktur
Infrastrukturer som är planerade att byggas är:
- Brottsförebyggande och integrerat säkerhetssystem
- 24 timmars elförsörjning
- Nätverk av retikulerad vattenförsörjning
- Vattenburet avloppssystem
- Kollektivtrafiksystem
- Dagvattenhantering och deponeringssystem
- Bostadskvarter
- Affärsdistrik
- Industriområden, parker och trädgårdar
- Rivers State University of Science and Technology campus på 212 hektar
- 50 hektar stort underhållnings- och sportområde
- Justice Karibi-Whyte sjukhuskomplex med 1 000 bäddar